# Prêmio APCA de melhor revelação masculina
Prêmio APCA de melhor revelação masculina era uma das categorias do Prêmio APCA de Televisão, destinado à melhor revelação masculina da televisão brasileira.

## Premiados
| Ano                                                  | Revelação             | Trabalho               |
| 1974                                                 | Paulo Hesse           | O Machão               |
| Não houve premiação em 1975, 1976 e 1977             |                       |                        |
| 1978                                                 | Lauro Corona          | Dancin' Days           |
| 1979                                                 | José Dumont           | Plantão de Polícia     |
| Não houve premiação em 1980                          |                       |                        |
| 1981                                                 | Ulisses Bezerra       | Os Imigrantes          |
| 1982                                                 | Aguinaldo Silva       | Lampião e Maria Bonita |
| 1983                                                 | José Mayer            | Bandidos da Falange    |
| 1984                                                 | Marcos Frota          | Vereda Tropical        |
| Não houve premiação em 1985 e 1986                   |                       |                        |
| 1987                                                 | Chico Díaz            | Corpo Santo            |
| 1988                                                 | Paulo Reis            | Vale Tudo              |
| 1989                                                 | Marcos Winter         | Vida Nova              |
| 1990                                                 | Ângelo Antônio        | Pantanal               |
| 1991                                                 | Flávio Silvino        | Vamp                   |
| Não houve premiação em 1992                          |                       |                        |
| 1993                                                 | Jackson Antunes       | Renascer               |
| 1994                                                 | Murilo Benício        | Fera Ferida            |
| 1995                                                 | Luís Melo             | Cara e Coroa           |
| 1996                                                 | Caco Ciocler          | O Rei do Gado          |
| Não houve premiação em 1997                          |                       |                        |
| 1998                                                 | Matheus Nachtergaele  | Hilda Furacão          |
| Não houve premiação em 1999, 2000, 2001, 2002 e 2003 |                       |                        |
| 2004                                                 | João Emanuel Carneiro | Da Cor do Pecado       |
| 2005                                                 | Tiago Santiago        | Prova de Amor          |